# Síndrome compartimental abdominal
La síndrome del compartiment abdominal (SCA) es produeix quan l'abdomen està sotmès a una pressió augmentada que arriba al punt d'hipertensió intraabdominal (HIA). L’ACS és present quan augmenta la pressió intraabdominal i es manté a> 20 mmHg i hi ha una nova disfunció o fracàs dels òrgans. L’ACS es classifica en tres grups: ACS primari, secundari i recurrent. No és una malaltia i com a tal es produeix conjuntament amb molts processos de malaltia, ja sigui a causa de la malaltia primària o en associació amb intervencions de tractament. No es coneix la causa específica de la síndrome del compartiment abdominal, tot i que algunes de les causes poden ser la sèpsia i el traumatisme abdominal greu. L’augment de la pressió redueix el flux sanguini cap als òrgans abdominals i afecta la funció pulmonar, cardiovascular, renal i gastrointestinal (IG), provocant la síndrome de disfunció múltiple d’òrgans i la mort.

## Fisiopatologia
La síndrome del compartiment abdominal es produeix quan el líquid tisular dins de l’ espai peritoneal i retroperitoneal (ja sigui edema, sang retroperitoneal o fluid lliure a l’abdomen) s’acumula en volums tan grans que es creua el llindar de compliment de la paret abdominal i l’abdomen ja no es pot estirar. Una vegada que la paret abdominal ja no pot expandir-se, qualsevol altre líquid que fuig al teixit produeix pujades força ràpides de la pressió dins de l'espai tancat. Inicialment, aquest augment de la pressió no provoca fallades en els òrgans, sinó que impedeix que els òrgans funcionin correctament; això s’anomena hipertensió intraabdominal i es defineix com una pressió superior als 12 anys. mmHg en adults. L’ACS es defineix per una IAP sostinguda (pressió intraabdominal) superior a 20 mmHg amb insuficiència orgànica de nova aparició o progressiva. Síndrome de disfunció òrgan greu. Aquestes mesures de pressió són relatives. Els nens petits tenen problemes i desenvolupen síndromes compartimentals a pressions molt més baixes, mentre que els atletes joves que abans eren sans poden tolerar una pressió abdominal de 20 mmHg molt bé. La causa subjacent del procés de la malaltia és la permeabilitat capil·lar causada per la síndrome de resposta inflamatòria sistèmica (SIRS) que es produeix en tots els pacients crítics. SIRS condueix a la fuita de líquid fora dels llits capil·lars a l'espai intersticial de tot el cos, amb una profunda quantitat d’aquest fluid a la paret intestinal, el mesenteri i el teixit retroperitoneal.
- Edema de teixit peritoneal secundari a peritonitis difusa, traumatisme abdominal
- Teràpia de fluids a causa de la reanimació massiva de volum
- Hematoma retroperitoneal secundari a traumatismes i ruptura aòrtica
- Traumatisme peritoneal secundari a operacions abdominals d’emergència
- Lesió per reperfusió després de la isquèmia intestinal per qualsevol causa
- Edema inflamatori retroperitoneal i mesentèric secundari a pancreatitis[8]
- Oleus i obstrucció intestinal
- Masses intraabdominals de qualsevol causa
- Embalatge abdominal per controlar el sagnat
- Tancament de l’abdomen sota una tensió indeguda
- Ascites (acumulació de líquid intraabdominal)[9]
- Pancreatitis aguda amb formació d'abscessos

La síndrome del compartiment abdominal segueix una via destructiva similar a la síndrome compartimental de les extremitats. Quan es produeix una compressió augmentada en un espai tan buit, els òrgans començaran a col·lapsar sota la pressió. A mesura que la pressió augmenta i arriba a un punt en què l'abdomen ja no es pot distendre, comença a afectar el sistema cardiovascular i pulmonar. Quan la síndrome del compartiment abdominal arriba a aquest punt sense cirurgia i sense ajuda de sitja, el pacient probablement morirà. Hi ha una alta taxa de mortalitat associada a la síndrome del compartiment abdominal.

## Diagnòstic
La síndrome del compartiment abdominal es defineix com una pressió intraabdominal superior a 20 mmHg amb evidència de fallida orgànica. La síndrome del compartiment abdominal es desenvolupa quan la pressió intraabdominal assoleix ràpidament certs valors patològics, en unes quantes hores (s’observa hipertensió intraabdominal), i dura 6 hores o més. La clau per reconèixer la síndrome del compartiment abdominal és la demostració de la pressió intraabdominal elevada que es realitza amb més freqüència a través de la bufeta urinària, i es considera el " Gold Standard ". La insuficiència multiorgànica inclou danys en els sistemes cardíac, pulmonar, renal, neurològic, gastrointestinal, abdominal i oftàlmic. L’intestí és el més sensible a la hipertensió intraabdominal i desenvolupa evidències de danys a l’òrgan final abans que s’observin alteracions en altres sistemes. En una revisió sistemàtica recent, Holodinsky et al. es van descriure 25 factors de risc associats amb IAH (hipertensió intraabdominal) i 16 amb ACS (síndrome del compartiment abdominal). Es poden classificar aproximadament en tres categories, que poden ser més útils al llit per identificar els pacients amb risc (taula 1). Destaca especialment el paper potencial de la reanimació de fluids en el desenvolupament de IAH i ACS. El reconeixement del paper fonamental de la reanimació de fluids en la patogènesi de IAH i ACS proporciona al metge un objectiu per a mesures preventives. S’ha d’evitar la reanimació de grans volums amb cristaloides en pacients amb o amb risc d’ACS.
| Catàstrofes abdominals                                                                                           | Disfunció òrgan greu                       | Equilibri de líquids               |
| --- | ------------------------------------------ | ---------------------------------- |
| Traumatismes, peritonitis, pancreatitis aguda, aneurisma d’aorta abdominal trencat Sovint després de la cirurgia | Hemodinàmica renal respiratòria metabòlica | > 3000-4000 ml en finestra de 24 h |

## Tractament

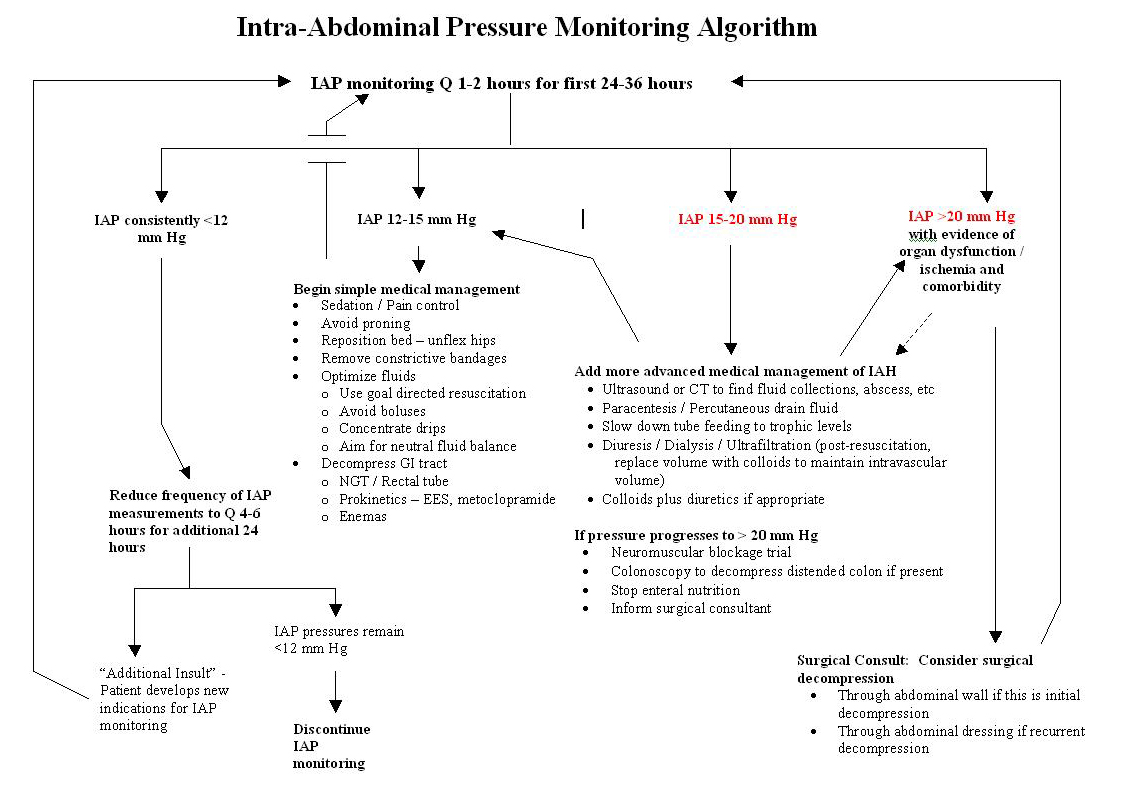
Algorisme de tractament per IAH / ACS

### Descompressió operativa
La taxa de mortalitat associada a la síndrome del compartiment abdominal és significativa, oscil·lant entre el 60% i el 70%. El mal resultat es relaciona no només amb la pròpia síndrome del compartiment abdominal, sinó també amb lesions concomitants i xoc hemorràgic. La descompressió quirúrgica de l'abdomen continua sent el tractament d'elecció de la síndrome del compartiment abdominal; normalment es milloren els canvis d’òrgans i se segueix una de les tècniques temporals de tancament abdominal per evitar la hipertensió intraabdominal secundària. La descompressió quirúrgica es pot aconseguir obrint la paret abdominal i la fàscia abdominal anterior per crear físicament més espai per a les vísceres abdominals. Un cop obert, la fàscia es pot unir per proporcionar suport i prevenir la pèrdua de domini per diversos dispositius mèdics (bossa de Bogotà, rovell artificial i dispositius de buit mitjançant teràpia de ferides a pressió negativa).